# Lloyd G. MacPhail
Robert Lloyd George MacPhail, homme politique canadien, servit comme lieutenant-gouverneur de la province de l'Île-du-Prince-Édouard entre 1985 et 1991.